# Variazioni territoriali e amministrative di Abruzzi e Molise

Abruzzi e Molise dal 1811 al 1963

Le due regioni Abruzzo e Molise, in seguito all'unità italiana e sino al 1963 riunite in un unico compartimento statistico chiamato Abruzzi e Molise, subirono nel corso degli anni numerose e sostanziali variazioni territoriali, che a partire dal XIX secolo e fino al secondo dopoguerra andranno a ridisegnare più volte la geografia delle due regioni. 

## Abruzzo

### Dal Giustizierato al 1799

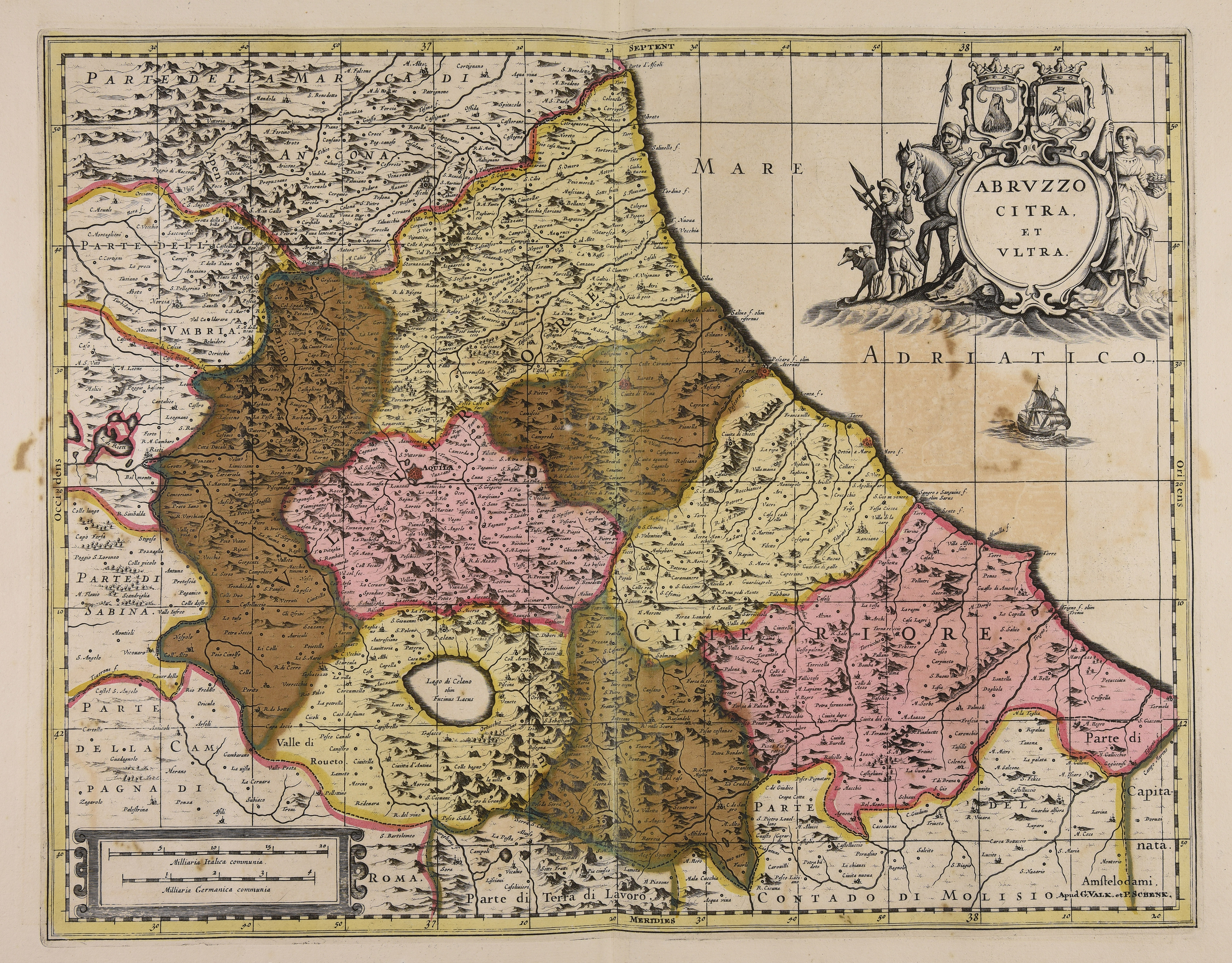
Abruzzo Ulteriore e Citeriore

La nascita ufficiale di un nome unitario dei territori abruzzesi, nell'antichità divisi nelle due regioni del Sannio e del Piceno, fu sancita nel 1233 con la costituzione del giustizierato d'Abruzzo voluto da Federico II di Svevia, con capoluogo Sulmona. Il toponimo dell'Abruzzo provenne dalla contea d'Aprutium, che includeva il circondario di Teramo (Interamnia Praetuttiorum, dal nome del popolo italico dei Pretuzi). Il nuovo giustizierato era diviso in numerosi possedimenti feudali:
- Contea di Celano: amministrata dal X secolo dai Berardi, comprendente l'attuale territorio della Marsica, ex provincia Valeria durante il periodo romano. Il territorio era ripartito anche nella contea di Carsoli e di Albe, sempre della famiglia Berardi. Nel XV secolo il territorio fu ceduto agli Orsini e poi ai Colonna.
- Contea d'Aprutium: comprendete il territorio tra i fiumi Vomano e Vibrata (Teramo, Castel San Flaviano, Campli, Montorio)
- Contea di Penne: comprendente i territori vestini, a nord del fiume Pescara (Castiglione della Pescara, Loreto, con la contea omonima, Città Sant'Angelo, Picciano)
- Contea Teatina: si estendeva dalla città di Chieti alla valle del fiume Alento a sud, confinando con Miglianico e Francavilla al Mare, Lanciano, e a nord sino al fiume Pescara, avendo i feudi di Torrevecchia, Casalincontrada, Turrivalignani, Bolognano, Bucchianico, Ripa Teatina
- Contea di Manoppello: antico presidio normanno, si accrebbe col conte Ugo Malmozzetto (XI secolo e rimase attiva sino al XVII secolo), aveva i feudi lungo il fiume Pescara presso le gole di Popoli. Nel XIV secolo fu amministrata dagli Orsini, che estesero i loro territori sino a Palena e Guardiagrele.
- Contea di Palearia: aveva vari feudi lungo la parte ovest del Gran Sasso d'Italia, tra cui il più meridionale era Guardiagrele, ceduta nel XIV secolo agli Orsini.
- Contea di Sulmona: includeva tutto il territorio della valle Peligna sino a Pescocostanzo e Cocullo.
- Contea di Aquila: includeva tutto il territorio della valle dell'Aterno attorno L'Aquila fino a Montereale e a Popoli. Nel territorio era inclusa la baronia di Carapelle, che comprendeva i comuni di Carapelle Calvisio, Castelvecchio Calvisio, Calascio, Rocca Calascio e Santo Stefano di Sessanio.

- Contea di Popoli: confinante con la valle Peligna presso le gole della Maiella, era amministrata nel XIII secolo da Giacomo Cantelmo, il suo fondatore, e aveva i territori di Pacentro, Tocco di Casauria, Vittorito.

- Contea di Vasto: confinava col Molise a sud, e prese una decisiva demarcazione territoriale nel XVI secolo con l'arrivo della famiglia D'Avalos, che acquistò i feudi confinanti di Cupello, Casalbordino, Monteodorisio, San Buono, Gissi, estendendosi sino all'alta valle del Sangro, col feudo di Colledimezzo e Monteferrante e al marchesato di Pescara.

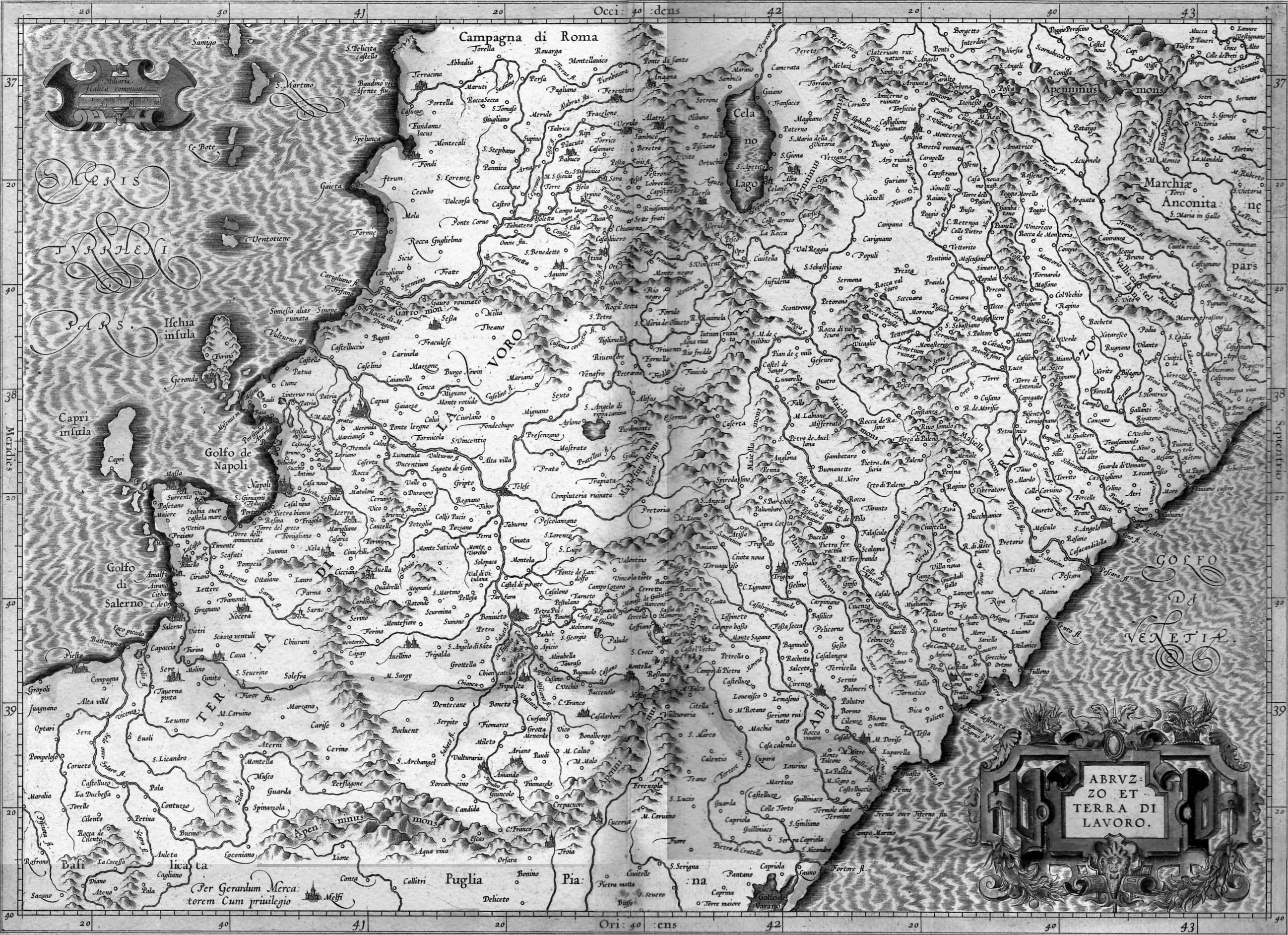
Abruzzo e Terra di Lavoro (1589)

Il giustizierato venne successivamente diviso in due province a nord e a sud del fiume Pescara: a nord l'Abruzzo Ulteriore, con capoluogo L'Aquila e a sud l'Abruzzo Citeriore, con capoluogo Chieti. La divisione includeva grossomodo le province di Teramo, l'Aquila e in parte quella di Pescara nell'Abruzzo Ulteriore, e la parte meridionale della provincia di Pescara e la provincia di Chieti in quello Citeriore.

### Riordinamento amministrativo francese
Nel 1809 i francesi riordinarono l'amministrazione del territorio del Regno di Napoli, comprendendo anche l'Abruzzo, che venne ripartito in Abruzzo Ultra I (Teramo e Penne), Ultra II (L'Aquila e Avezzano) e Citra (Chieti, Lanciano, Vasto). Vennero creati dei distretti e dei circondari, che durarono sino al 1860, quando questi vennero riordinati in circondari. I distretti francesi principali erano:

#### Abruzzo Ulteriore I
- Distretto di Teramo (circondari di Atri, Notaresco, Giulianova, Nereto, Colonnella, Civitella del Tronto, Valle Castellana, Montorio al Vomano, Tossicia) - cessione del territorio di Ancarano al Regno delle Due Sicilie
- Distretto di Penne, tra il 1837-48 con capoluogo Città Sant'Angelo (circondari di Penne, Loreto Aprutino, Città Sant'Angelo, Bisenti, Pianella, Torre de' Passeri

#### Abruzzo Ulteriore II
- Distretto di Aquila (1806, circondari di Aquila, Paganica, Barisciano, Capestrano, Acciano, San Demetrio, Sassa, Pizzoli, Montereale)
- Distretto di Cittaducale (1806, circondari di Cittaducale, Leonessa, Cittareale, Antrodoco, Fiamignano, Collefegato/Borgorose, Accumoli)
- Distretto di Sulmona (1806, circondari di Sulmona, Pescocostanzo, Castel di Sangro, Scanno, Pratola Peligna, Introdacqua, Popoli)
- Distretto di Avezzano (1811, circondari di Avezzano, Carsoli, Celano, Civitella Roveto, Gioia, Pescina, Tagliacozzo, Trasacco)

#### Abruzzo Citeriore
- Distretto di Chieti (1806, circondari di Chieti, Bucchianico, Caramanico Terme, Francavilla al Mare, Guardiagrele, Manoppello, San Valentino, Tollo)
- Distretto di Lanciano (1806, circondari di Lanciano, Casoli, Lama, Orsogna, Ortona, Palena, San Vito, Torricella Peligna, Villa Santa Maria)
- Distretto di Vasto (1816, circondari di Vasto, Atessa, Bomba, Castiglione, Celenza, Gissi, Paglieta, San Buono).I territori delle due regioni

I territori delle due regioni

### Riordinamento amministrativo del 1860
Il nuovo Stato unitario in un primo momento mantenne intatta la precedente divisione amministrativa, ridenominando le province con i nomi dei capoluoghi e sostituendo i distretti e i circondari preunitari con i nuovi circondari e mandamenti. Numerosi comuni subirono variazioni della denominazione per evitare sovrapposizioni con altri comuni omonimi del nuovo Stato, come nei casi dei comuni di Francavilla, divenuto Francavilla al Mare e Castellammare, divenuto Castellammare Adriatico. 

#### Provincia di Aquila degli Abruzzi
- Circondario di Aquila degli Abruzzi
- Circondario di Avezzano
- Circondario di Cittaducale
- Circondario di Sulmona

#### Provincia di Chieti
- Circondario di Chieti
- Circondario di Lanciano
- Circondario di Vasto

#### Provincia di Teramo
- Circondario di Teramo
- Circondario di Penne

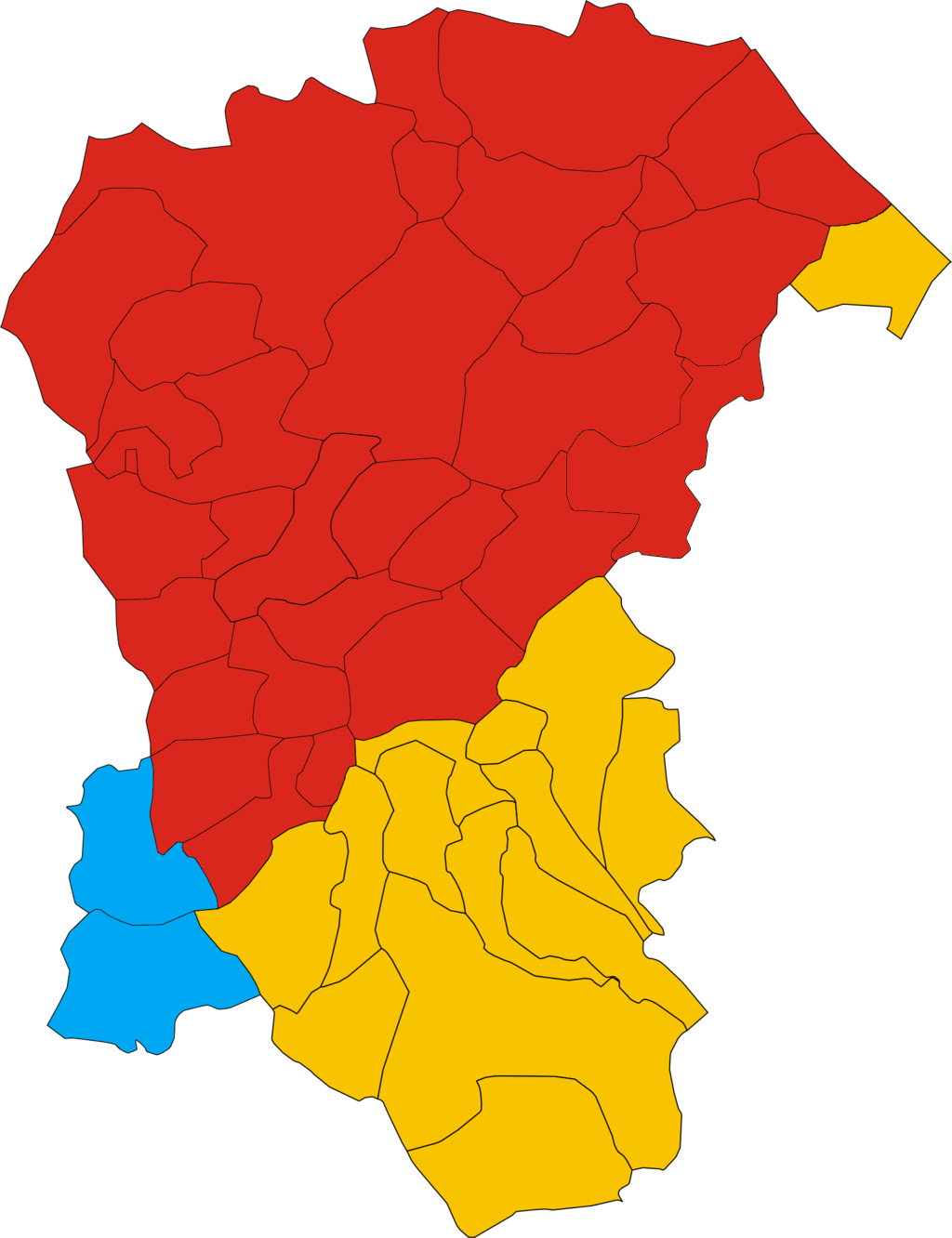
La nuova provincia di Pescara con in rosso i comuni provenienti dal teramano, in giallo dal chietino e in azzurro dall'aquilano.

Nel 1927 fu istituita la provincia di Pescara, che andava contestualmente a unire i comuni di Pescara e Castellammare Adriatico. Nel nuovo ente confluirono dalla provincia teramana i comuni dell'ex circondario di Penne salvo quelli del mandamento di Bisenti, dal circondario di Chieti i mandamenti di Manoppello (salvo il comune di Roccamontepiano), San Valentino in Abruzzo Citeriore e Caramanico Terme, oltre allo stesso comune di Pescara, e dalla provincia aquilana i comuni di Bussi sul Tirino e Popoli.
Nello stesso anno i comuni del circondario di Cittaducale furono trasferiti dalla provincia aquilana all'istituenda provincia di Rieti, e con il provvedimento noto come Grande Aquila gli otto comuni di Arischia, Bagno, Camarda, Lucoli, Paganica, Preturo, Roio Piano e Sassa vennero uniti al comune aquilano. Nel 1928 anche il comune di Spoltore verrà unito a quello pescarese.

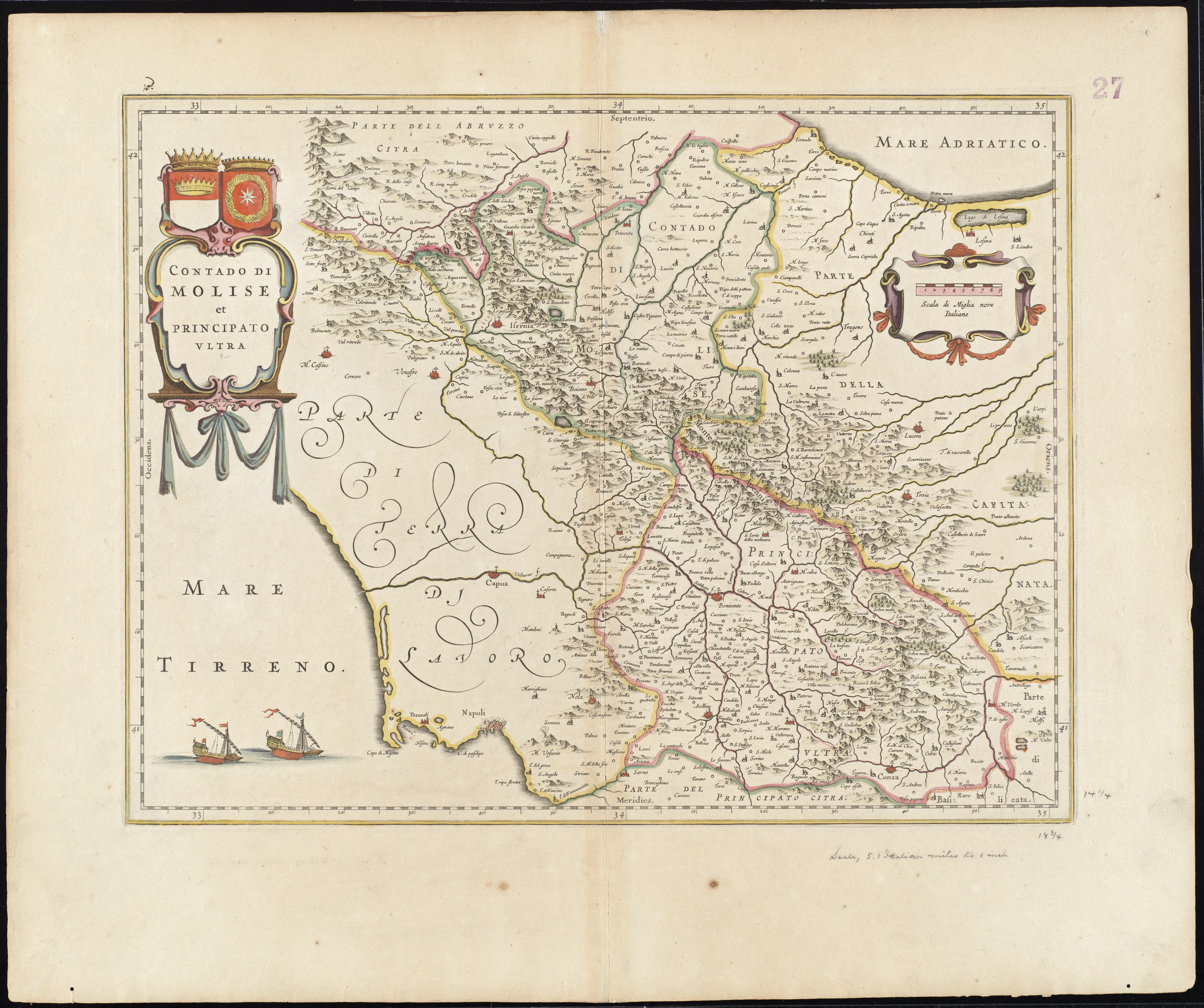
Contado di Molise e Principato Ultra

Nel secondo dopoguerra alcune scelte amministrative del precedente regime fascista vennero riviste, e nel 1947 Lucoli tornò a essere un comune autonomo da quello dell'Aquila, così come il comune Spoltore, anch'esso ricostituito lo stesso anno separandolo da Pescara. 
Nel 1948 la Costituzione previde la realizzazione della regione Abruzzi e Molise, tuttavia nel 1963 fu decisa la separazione delle due regioni. 

## Molise
Il Molise, anticamente compreso in gran parte nella Regio IV, iniziò a essere considerato come entità autonoma in seguito alla conquista normanna nel XI secolo.
In seguito alle riforme amministrative volute da Giuseppe Bonaparte, il territorio venne suddiviso in distretti e circondari:
- Distretto di Campobasso, con i circondari di Campobasso, Montagano, Trivento, San Giovanni in Galdo, Sant'Elia a Pianisi, Jelsi, Riccia, Colle Sannita, Pontelandolfo, Baranello e Castropignano.
- Distretto di Larino, con i circondari di Larino, Termoli, Santa Croce di Magliano, Palata, Montefalcone, Casacalenda, Civitacampomarano e Guglionesi.
- Distretto di Isernia con i circondari di Isernia, Carovilli, Agnone, Capracotta, Frosolone, Castelpetroso, Bojano, Monteroduni e Forlì del Sannio.

### Unità d'Italia
In seguito all'unità italiana e all'istituzione nel 1860 della provincia di Benevento, quindici comuni vennero trasferiti dalla provincia di Campobasso alla nuova provincia campana, e contestualmente tredici comuni della provincia di Terra di Lavoro appartenenti agli ex circondari di Venafro e Castellone furono trasferiti nella provincia di Campobasso.
- Provincia di Campobasso, con i circondari di Campobasso, Isernia e Larino.

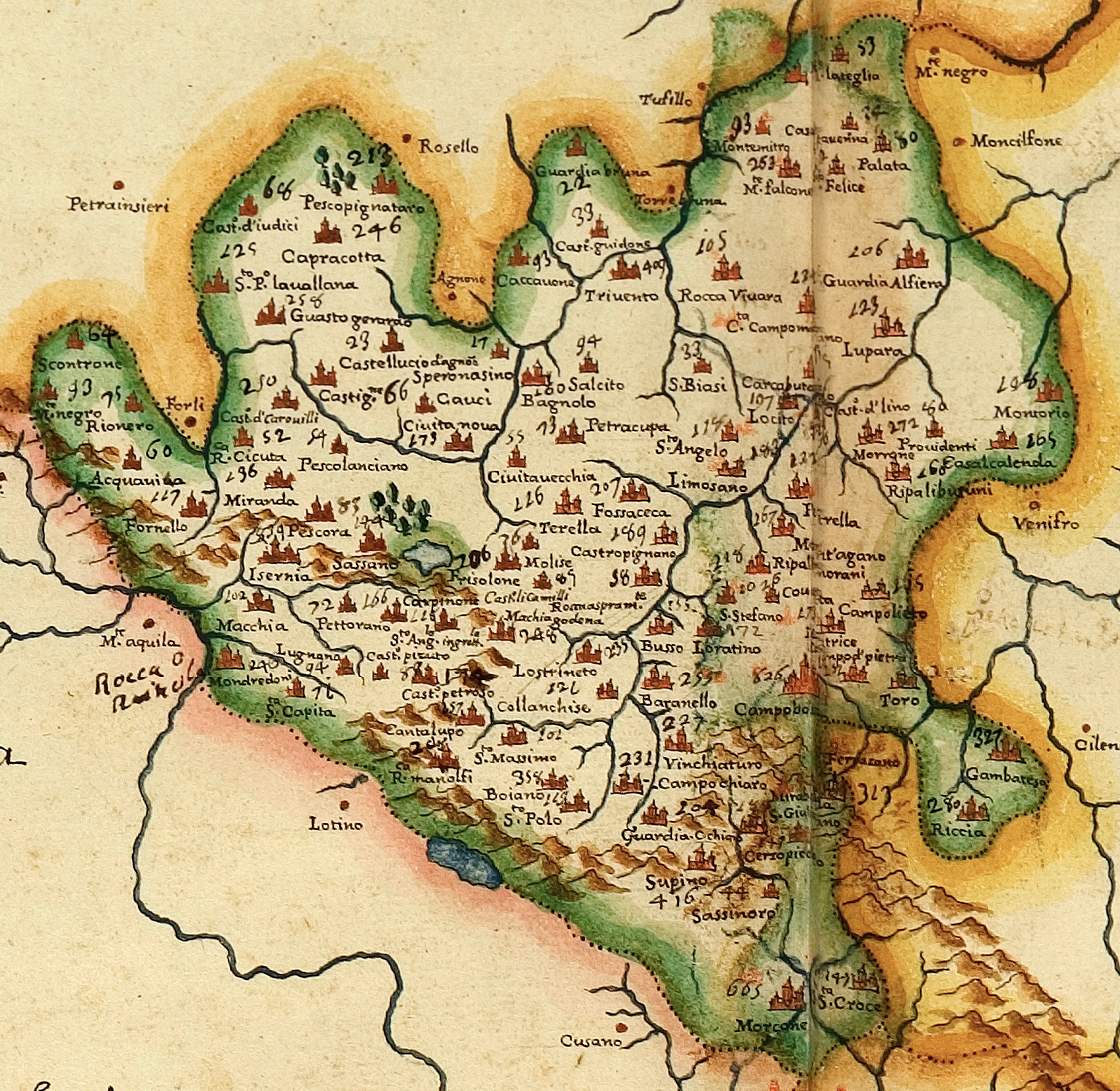
Il Contado di Molise nella mappa di Mario Cartaro (XVII secolo)

Nel 1948 con la Costituzione veniva decretata l'istituzione della regione Abruzzi e Molise, ma nel 1963, in seguito alla decisione di istituire la regione molisana, si ricorse a una deroga alla norma che fissava un milione di abitanti come nucleo minimo per costituire una regione nonché una consultazione referendaria. 
Nel 1970 venne istituita la provincia di Isernia con cinquantadue comuni provenienti dalla provincia di Campobasso.

## Cronologia

### 1852
In forza di un trattato di ridefinizione dei confini del 26 settembre 1840, pubblicato il 5 aprile 1852, il Regno delle Due Sicilie prese possesso del comune di Ancarano, trasferito dalla delegazione di Ascoli alla provincia napoletana d'Abruzzo Ulteriore I (in seguito provincia di Teramo); inoltre acquistò il villaggio di Trimezzo che passò dalla comunità di Cascia a quella di Cittareale. Nei pressi dei Monti Gemelli, il confine di Stato venne definito lungo il torrente Castellano, mentre perse i villaggi di Tufo e Capodacqua, ora frazioni di Arquata del Tronto; anche la frazione di Casette passò dalla comunità di Cittaducale (Regno delle Due Sicilie) a quella di Rieti (Stato Pontificio). Variazioni minori interessarono alcune contrade passate dall'uno all'altro dei due Stati italiani preunitari.

### 1861
Subito dopo l'Unità d'Italia venne istituita la provincia di Benevento, formata da territori di quattro ex province napoletane: Contado di Molise (Abruzzi e Molise), Capitanata (Puglia), Principato Ulteriore e Terra di Lavoro (Campania). Il decreto luogotenenziale istitutivo del 17 febbraio 1861, firmato da Eugenio di Savoia Carignano, confermava quello garibaldino del 25 ottobre 1860. Abruzzi e Molise cedettero così l'Alto Tammaro e l'Alto Fortore. A sua volta la provincia di Terra di Lavoro cedette parte dell'Alto Volturno alla provincia di Campobasso.
| Comune | Comune                 | Dalla regione    | Alla regione     |
| ------ | ---------------------- | ---------------- | ---------------- |
|        | Baselice               | Abruzzi e Molise | Campania         |
|        | Campolattaro           | Abruzzi e Molise | Campania         |
|        | Casalduni Ponte        | Abruzzi e Molise | Campania         |
|        | Castelpagano           | Abruzzi e Molise | Campania         |
|        | Castelvetere           | Abruzzi e Molise | Campania         |
|        | Cercemaggiore          | Abruzzi e Molise | Campania         |
|        | Circello               | Abruzzi e Molise | Campania         |
|        | Colle                  | Abruzzi e Molise | Campania         |
|        | Foiano                 | Abruzzi e Molise | Campania         |
|        | Morcone                | Abruzzi e Molise | Campania         |
|        | Pontelandolfo          | Abruzzi e Molise | Campania         |
|        | Reino                  | Abruzzi e Molise | Campania         |
|        | San Lupo               | Abruzzi e Molise | Campania         |
|        | Santa Croce di Morcone | Abruzzi e Molise | Campania         |
|        | Sassinoro              | Abruzzi e Molise | Campania         |
|        | Castellone             | Campania         | Abruzzi e Molise |
|        | Cerro                  | Campania         | Abruzzi e Molise |
|        | Colli                  | Campania         | Abruzzi e Molise |
|        | Filignano              | Campania         | Abruzzi e Molise |
|        | Montaquila             | Campania         | Abruzzi e Molise |
|        | Pizzone                | Campania         | Abruzzi e Molise |
|        | Pozzilli Conca Casale  | Campania         | Abruzzi e Molise |
|        | Presenzano             | Campania         | Abruzzi e Molise |
|        | Rocchetta              | Campania         | Abruzzi e Molise |
|        | San Vincenzo           | Campania         | Abruzzi e Molise |
|        | Scapoli                | Campania         | Abruzzi e Molise |
|        | Sesto                  | Campania         | Abruzzi e Molise |
|        | Venafro                | Campania         | Abruzzi e Molise |

### 1878
Con regio decreto del 18 luglio 1878 il comune di Presenzano fu riannesso alla provincia di Terra di Lavoro in Campania.

### 1927

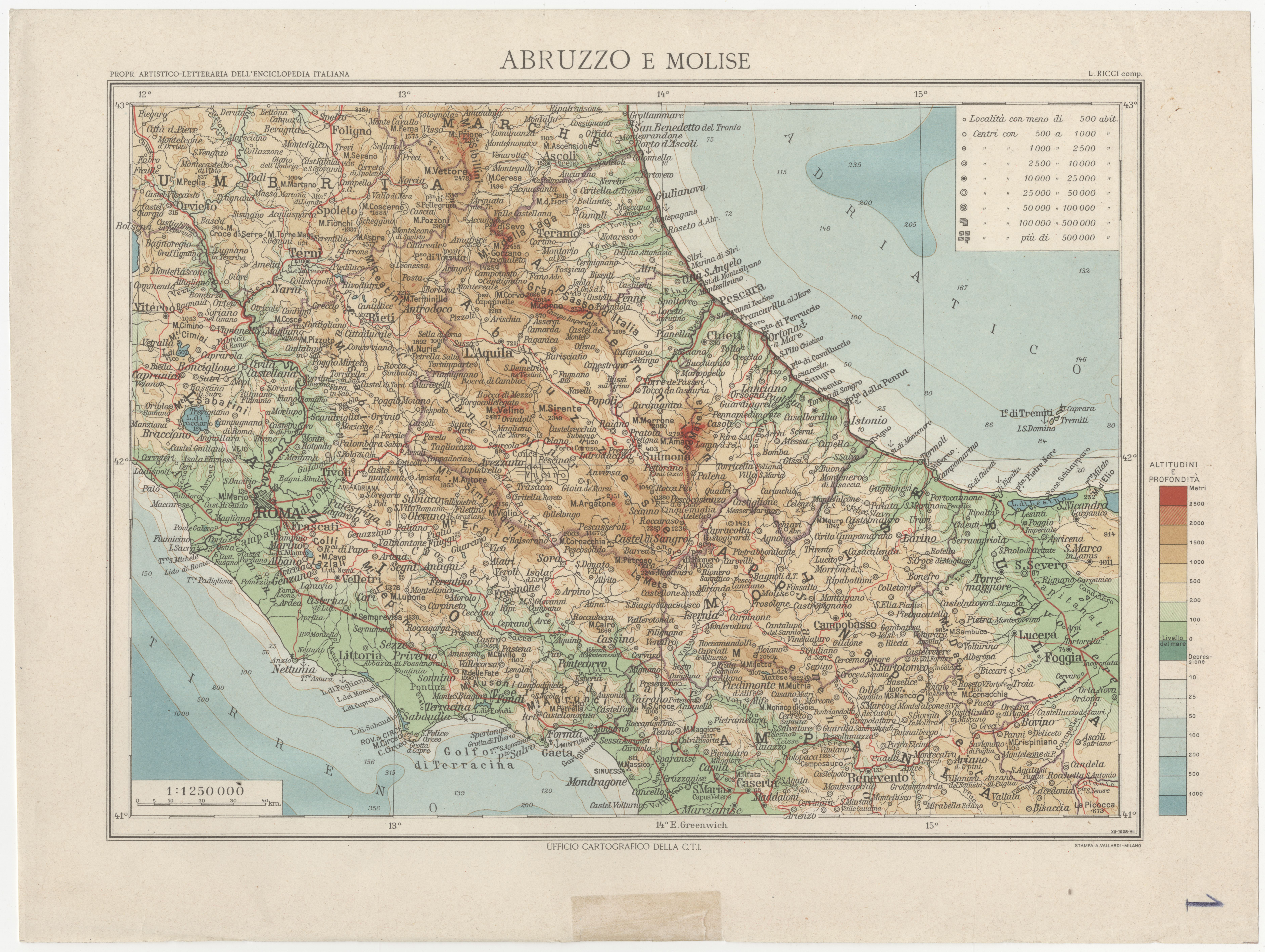
Abruzzo e Molise nel 1928. La carta è una delle tavole eseguite dall'ufficio cartografico del Touring Club Italiano per l'Enciclopedia Italiana dell'Istituto Giovani Treccani.

Le variazioni territoriali adottate dal regime fascista, con regio decreto del 2 gennaio 1927, decurtarono Abruzzi e Molise del Cicolano e della conca d'Amatrice (circondario di Cittaducale). Questo vasto territorio (1.362 km²) confluì nella nuova provincia di Rieti, a sua volta sottratta all'Umbria (1923) per estendere il Lazio. La cessione fu parzialmente compensata dall'annessione di nuovi comuni dell'Alto Volturno smembrati dalla soppressa provincia di Terra di Lavoro. Tornò da Benevento a Campobasso il comune di Cercemaggiore, anticamente parte del distretto di Santa Croce di Morcone. Nello stesso anno veniva istituita la provincia di Pescara trasferendovi 48 comuni (in seguito a successivi accorpamenti scesi a 46) dalle province di Teramo, Chieti e dell'Aquila.
| Comune | Comune                   | Dalla regione    | Alla regione     |
| ------ | ------------------------ | ---------------- | ---------------- |
|        | Accumoli                 | Abruzzi e Molise | Lazio            |
|        | Amatrice                 | Abruzzi e Molise | Lazio            |
|        | Antrodoco                | Abruzzi e Molise | Lazio            |
|        | Borbona                  | Abruzzi e Molise | Lazio            |
|        | Borgocollefegato         | Abruzzi e Molise | Lazio            |
|        | Borgo Velino             | Abruzzi e Molise | Lazio            |
|        | Cantalice                | Abruzzi e Molise | Lazio            |
|        | Castel Sant'Angelo       | Abruzzi e Molise | Lazio            |
|        | Cittaducale              | Abruzzi e Molise | Lazio            |
|        | Cittareale               | Abruzzi e Molise | Lazio            |
|        | Fiamignano               | Abruzzi e Molise | Lazio            |
|        | Leonessa                 | Abruzzi e Molise | Lazio            |
|        | Lugnano di Villa Troiana | Abruzzi e Molise | Lazio            |
|        | Micigliano               | Abruzzi e Molise | Lazio            |
|        | Pescorocchiano           | Abruzzi e Molise | Lazio            |
|        | Petrella Salto           | Abruzzi e Molise | Lazio            |
|        | Posta                    | Abruzzi e Molise | Lazio            |
|        | Capriati a Volturno      | Campania         | Abruzzi e Molise |
|        | Cercemaggiore            | Campania         | Abruzzi e Molise |
|        | Ciorlano                 | Campania         | Abruzzi e Molise |
|        | Fontegreca               | Campania         | Abruzzi e Molise |
|        | Gallo                    | Campania         | Abruzzi e Molise |
|        | Letino                   | Campania         | Abruzzi e Molise |
|        | Prata Sannita            | Campania         | Abruzzi e Molise |
|        | Pratella                 | Campania         | Abruzzi e Molise |

### 1945
Con decreto luogotenenziale dell'11 giugno 1945 venne istituita la provincia di Caserta che prese il posto dell'antica Terra di Lavoro. Abruzzi e Molise restituirono quindi i comuni annessi nel 1927, con la sola eccezione di Cercemaggiore che proveniva invece dalla provincia di Benevento.

### 1963
L'intera provincia di Campobasso andò a formare la nuova regione Molise.

## Variazioni della superficie regionale
| Anno       | 1852       | 1861       | 1878       | 1927       | 1945       | 1963                 | 1963           |
| Superficie | 16.362 km² | 16.569 km² | 16.538 km² | 15.406 km² | 15.232 km² | 10.795 km² 4.437 km² | Abruzzo Molise |